# Duizendknoopfamilie
De duizendknoopfamilie (Polygonaceae) is een familie van tweezaadlobbige planten. Het zijn meestal kruidachtige planten, maar ook struiken, bomen en lianen. De familie komt wereldwijd voor, met nadruk op gematigde streken. De bekendste producten zijn boekweit en rabarber; andere vertegenwoordigers zijn bekend als onkruiden of als sierplant.
In het Cronquist-systeem (1981) werd de familie in de orde Polygonales geplaatst; al de planten in die orde worden door APG ingevoegd in de orde Caryophyllales.

## Soorten
De volgende soorten worden in Wikipedia behandeld:
- Stranddruif (Coccoloba uvifera)
- Boekweit (Fagopyrum esculentum)
- Franse boekweit (Fagopyrum tataricum)
- Chinese bruidssluier (Fallopia baldschuanica)
- Heggenduizendknoop (Fallopia dumetorum)
- Japanse duizendknoop (Fallopia japonica)
- Zwaluwtong (Fallopia convolvulus)
- Sachalinse duizendknoop (Fallopia sachalinensis)
- Veenwortel (Persicaria amphibia)
- Adderwortel (Persicaria bistorta)
- Waterpeper (Persicaria hydropiper)
- Beklierde duizendknoop (Persicaria lapathifolia)
- Kleine duizendknoop (Persicaria minor)
- Perzikkruid (Persicaria maculosa)
- Afghaanse duizendknoop (Persicaria perfoliata - nu Koenigia polystachya) - Deze soort staat sinds 2022 op de lijst van invasieve uitheemse soorten die zorgwekkend zijn voor de Europese Unie.
- Rabarber (Rheum rhabarbarum)
- Chinese rabarber (Rheum officinale)
- Gewoon varkensgras (Polygonum aviculare)
- Knolduizendknoop (Polygonum viviparum)
- Veldzuring (Rumex acetosa)
- Schapenzuring (Rumex acetosella)
- Paardenzuring (Rumex aquaticus)
- Kluwenzuring (Rumex conglomeratus)
- Krulzuring (Rumex crispus)
- Waterzuring (Rumex hydrolapathum)
- Goudzuring (Rumex maritimus)
- Ridderzuring (Rumex obtusifolius)
- Moeraszuring (Rumex palustris)
- Bloedzuring (Rumex sanguineus)
- Spaanse zuring (Rumex scutatus)
- Geoorde zuring (Rumex thyrsiflorus)
- Bermzuring (Rumex × pratensis)

## Geslachten
De volgende geslachten worden behandeld:
Fallopia (geslacht Kielduizendknoop), Persicaria (geslacht Duizendknoop), Polygonum (geslacht Varkensgras),
Rumex (geslacht Zuring).
Volgens Watson & Dallwitz telt de familie zo'n 1100 soorten in circa 45 geslachten: Afrobrunnichia, Antigonon, Aristocapsa, Atraphaxis, Brunnichia, Calligonum, Centrostegia, Chorizanthe, Coccoloba, Dedeckera, Dodecahema, Emex, Eriogonum, Fallopia, Gilmania, Goodmania, Gymnopodium, Harfordia, Hollisteria, Knorringia, Koenigia, Lastarriaea, Leptogonum, Muconea, Muehlenbeckia, Nemacaulis, Neomillspaughia, Oxygonum, Oxyria, Oxytheca, Parapteropyrum, Persicaria, Podopterus, Polygonella, Polygonum, Pteropyrum, Pterostegia, Rheum, Rumex, Ruprechtia, Stenogonum, Symmeria, Systenotheca, Triplaris